# Канопус
Канопус или алфа Прамца (лат. Canopus, α Carinae, α Car) је најсјајнија звезда сазвежђа Прамац и друга најсјајнија звезда ноћног неба. Име је добила по Канобу (грч. Κάνωβος), митском Менелајевом навигатору који је одвео грчку флоту до Троје.
Канопус је део Шкорпија-Кентаур асоцијације, групе младих звезда које су настале заједно и заједно се крећу кроз галаксију.

## Номенклатура
Име Canopus је латинизација старогрчког имена Κάνωβος/Kanôbos, забележеног у Алмагесту Клаудија Птоломеја (око 150. нове ере). Ератостен је користио исти правопис. Хипарх је то написао као Κάνωπος. Џон Фламстид је писао Канобус, као и Едмонд Халеј у свом Catalogus Stellarum Australium из 1679. године. Име има два могућа извођења, оба наведена у Ричард Хинкли Аленовом делу Имена звезда: Њихово знање и значење.
- Арго Навис је био брод који су користили Јасон и Аргонаути у легенди о Тројанском рату. Најсјајнија звезда у сазвежђу добила је име пилота брода из друге грчке легенде: Канопус, пилот Менелајевог брода у његовој потрази да поврати Хелену од Троје након што ју је узео Париз.[22]
- Срушена древна египатска лука по имену Канопус лежи близу ушћа Нила, места битке на Нилу. Претпоставља се да је њено име изведено од египатског коптског Kahi Nub („Златна земља“), што се односи на то како би се Канопус појавио близу хоризонта у старом Египту, поцрвенео атмосферским изумирањем са те позиције.[22][23]

У 2016. години, Међународна астрономска унија организовала је Радну групу за имена звезда (WGSN) за каталогизацију и стандардизацију подробних имена за звезде. Први билтен WGSN-а из јула 2016. укључивао је табелу прве две групе имена које је одобрио WGSN, укључујући Канопус за ову звезду. Канопус је сада укључен у IAU каталог имена звезда.

## Положај на небу
Канопус је звезда јужног неба и није видљив северније од 26° северне географске ширине. То повлачи да није видљив из Атине, али се види из Александрије. Први га је описао Ератостен, који је радио у Александрији, под називом Περίγειος — што на грчком значи „близу земље“, с обзиром на то та тако далеко на северу Канопус никада не излази високо изнад хоризонта. Касније, код Птоломеја, постаје део сазвежђа Argo navis (брод Арго). Када је Никола Луј де Лакај поделио Argo navis на данашња Прамац, Крму и Једра, Канопус је постао део Прамца.
Због свог сјаја, античким морепловцима северне хемисфере, али који су се налазили довољно јужно да га виде, Канопус је указивао на смер југа. С обзиром на то да се налази довољно исод равни еклиптике, посматрано из свемира Сунце га никада не заклања, због чега га многи савремени сателити користе за оријентацију тако што имају посебну „камеру за праћење Канопуса“ (енгл. Canopus Star Tracker).

## Физичке особине
Канопус је редак пример светлог џина (или суперџина, зависно од извора) класе F. Гледан голим оком, Канопус је бео, за разлику од већине звезда F класе, које се обично описују као жућкастобеле.
На основу удаљености Канопуса од Сунца (310 светлосних година уз грешку од ±5%, након друге редукције података Хипаркоса) и температуре од 7280 К, израчунати су остали физички параметри: луминозност 13.300 пута већа од Сунчеве и радијус 73 пута већи од Сунчевог. Директним мерењем радијуса на основу угаоне величине и удаљености добија се вредност од 71 радијуса Синца.
Корона Канопуса је изузетно врела, загрејана магнетним пољем звезде, и видљива је и у X и у радио делу спектра.
Џинови класе F могу бити и у фази преласка у облик црвеног џина или изласка из тог облика. Маса Канопуса је процењена на 8 до 9 маса Сунца. Фузија водоника у хелијум у језгру Канопуса је завршена, у току је фузија хелијума у угљеник и кисеоник. Канопус је највероватније на путу преласка из црвеног џина у бели патуљак, а ако је тачна друга опција — да је у фази уласка у стадијум црвеног џина, онда је његова маса ближа горњној граници процене. Један од могућих сценарија је да ће се фузија наставити и фузијом угљеника, али да неће доћи до стварања гвожђа — у том случају би Канопу прешао у редак облик неон-кисеоничног белог патуљка уместо убичајеног угљеник-кисеоничног облика.

## Канопус у књижевности
Канопус је звезда око које кружи планета Аракис из популарног научнофантастичног серијала Френка Херберта Дина.